# Mistrz Jiang
Mistrz Jiang (oryg. 點止功夫咁簡單, Dian zhi gong fu gan chian chan) – hongkońsko-chiński komediowy film akcji z elementami sztuk walki z 1980 roku w reżyserii Chen Chi-hwa.
Film zarobił 1 526 872 dolarów hongkońskich w Hongkongu.

## Obsada
Źródło: Filmweb

- Jackie Chan – Jiang
- Wu Ma
- James Tien – Mao
- Dean Shek – Beggar
- Lung Chung-erh – Fong
- Ching Lan Chin
- Chiang Chih-ping
- Kang Ho
- Ti Hsieh
- Hang Hsu
- Han Chang Hu
- Kuang Kao
- Kim Sae-ok
- Li Chi-lun
- Hai Lung Li
- Li Min-lang
- Lin Chao-hung
- Kuang Yung Lin
- Wen Tai Li – żebrak
- Ma Ju-lung
- Tien Miao
- Kang Peng
- Yao Wang
- Wu Te-shan
- Lieh Yang
- Bang Yu